# Obični likovac
Obični likovac (lat. Daphne mezereum) otrovna je biljka iz porodice vrebinovki (Thymelaeaceae). Raste širom Europe, te u zapadnoj Aziji. U principu raste na vapnenastom tlu. Listopadni je to grm koji naraste do 1,5 m visine. Cvate u rano proljeće. Listovi su meki 3– 8 cm dugi i do 2 cm široki. Cvjetovi su svijetle purpurne boje, rijetko bijeli a plod je crvena boba promjera do 12 mm, vrlo otrovna za ljude. Kod nas raste pretežno u listopadnim hrastovim i bukovim šumama (Gorski kotar, Velebit, Medvednica, Ivanščica, Bilogora, Papuk).

## Otrovne tvari
Diterpen mezerein, gorki kumarinski glikozid dafnin te
umbeliferon. 

## Vanjske poveznice
- [neaktivna poveznica]